# 岡田和人
岡田和人是日本的男性漫画家，山形县出身。

## 簡歷
1988年以「どいつもこいつも」得到第18屆千葉徹彌賞優秀新人獎。之後、在Young Champion連載，只是當時的作品未收錄成单行本。
其後，「教科書沒教的事」在Young Champion連載。思春期诱惑在Young Champion於2009年10月13日開始連載。扭曲的同居生活也於2010年3月23日在Young Champion上開始連載。

## 作品
- 教科書沒教的事（Young Champion（秋田書店）（已完結）、全18卷）[1]。
- 成仏しませぅ（月刊Birz 連載（未完）、全1卷）
- 我不是天使（Young Champion（本誌、增刊）（秋田書店）（已完結）、全1卷）[1]
- 靈異辣妹（Champion RED（秋田書店）連載（未完）、全1卷）[1]
- 愛情蛙跳跳（Young Champion（秋田書店）（已完結）、全9卷）[2]。
- 思春期诱惑（Young Champion（秋田書店）（已完結）、全8卷）[1]
- 扭曲的同居生活（Young Champion（秋田書店）（已完結）、全7卷）[1]
- 愛的單行道 （Young Champion（秋田書店）（已完結）、全7卷）[1]
- 連褲襪（日语：ぱンすと。）（Young Champion（秋田書店）（已完結）、全15卷）
- すりこみっ!（Young Champion（秋田書店）（連載中））

## 備註
1. 1 2 3 4 5 6  由長鴻出版社代理
2. ↑  由台灣東販代理。

## 資料來源
- 長鴻出版社 http://www.egmanga.com.tw/series/series.jsp?id1=0&id2=岡田和人
- 台灣東販